# الوسائط غير الخطية

الوسائط غير الخطية هي شكل من أشكال الوسائط السمعية البصرية التي يمكن للمشاهد التفاعل معها، على سبيل المثال عن طريق اختيار العروض التلفزيونية لمشاهدتها من خلال خدمة الفيديو حسب الطلب، أو عن طريق تشغيل لعبة فيديو، أو النقر فوق موقع ويب، أو عن طريق التفاعل من خلال وسائل التواصل الاجتماعي. الوسائط غير الخطية هي الابتعاد عن الوسائط الخطية التقليدية، حيث يتم تحديد المحتوى من قبل الناشر ليتم استهلاكه ثم يتم القيام بذلك بشكل سلبي.    لا يوجد شكل واحد محدد للوسائط غير الخطية ؛ بدلاً من ذلك ، ما يمكن اعتباره تغييرات غير خطية مع تغير التكنولوجيا. بعد تطور وصعود الوسائط الرقمية غير الخطية ، تم إدخال الخطية الرجعية (المستخدمة في التلفزيون الخطي ، والقنوات الخطية ، وما إلى ذلك) للإشارة إلى البث المبرمج . 

## التلفاز
نموذج البرمجة التلفزيونية الخطية التقليدية مخصص لجدول زمني للعروض يتم اختياره من قبل المذيع ثم عرضها في وقت محدد. في هذا النموذج ، لا يمكن للمشاهد تقديم سريع خلال البرمجة أو اختيار مشاهدتها في وقت لاحق. على العكس من ذلك ، يمكن اعتبار التلفزيون غير الخطي أي طريقة أو تقنية تتيح للمشاهدين تحديد العروض التي يشاهدونها ومتى يشاهدونها. يشار إلى القدرة على مشاهدة عرض في أي وقت بالمشاهدة المنقولة عبر الوقت ؛ يمكن تحقيق ذلك إما عن طريق تسجيل عروض المستهلك بجهاز مثل PVR للعرض لاحقًا ، أو عن طريق تقديم الناشر للمحتوى الذي سيتم تحديده حسب رغبة المشاهد. 
غالبًا ما يتم عرض المحتوى غير الخطي على جهاز آخر غير التلفزيون ، مثل الكمبيوتر الشخصي أو الهاتف الذكي .  يمكن نقل محتوى الفيديو حسب الطلب (VOD) عبر الإنترنت عبر خدمات البث مثل نتفليكس أو هولو أو ستارز أو فيديو أمازون ، أو يمكن توفيره بواسطة مزود التلفزيون كخيار إضافي فوق برامجهم الخطية. يقدم العديد من منتجي المحتوى الآن تدفقًا للبرامج من خلال مواقع الويب الخاصة بهم ، على الرغم من أنه في بعض الأحيان يتم تنسيق الكتالوج المقدم بطريقة ما ، مثل تقديم الحلقات التي تم إصدارها مؤخرًا فقط. يمكن أيضًا تنزيل الفيديو - بشكل قانوني أو غير قانوني - من خلال شبكة نظير إلى نظير مثل BitTorrent ، أو يمكن تنزيلها مباشرةً من موقع ويب لاستضافة الفيديو. 
مع زيادة سرعات الإنترنت وعدد الأجهزة المدعومة ، زاد عدد الأشخاص الذين يستهلكون الوسائط غير الخطية. يتضح هذا من خلال الشعبية المتزايدة لخدمات البث عبر الإنترنت (OTT) . في عام 2015 ، توقعت شبكة التلفزيون CBS أنه بحلول عام 2020 ، سيتم عرض 50 في المائة من جميع المحتوى التلفزيوني بطريقة غير خطية.  

## الموسيقى والراديو
مثل الأشكال الأخرى من الوسائط غير الخطية مثل التلفزيون ، يسمح الراديو غير الخطي للمستمعين باختيار الموسيقى والبرامج الحوارية والاستماع إليها وفقًا لجدول يحدده المستمع. تعتبر خدمات بث الموسيقى عبر الإنترنت مثل سبوتيفاي أو ديزر غير خطية من حيث أنها تسمح للمستمعين بإنشاء قوائم تشغيل من مكتبة الموسيقى التي يقدمها موقع ويب ؛   وبالمثل ، توفر البودكاست القدرة على تنزيل أو بث برامج مسجلة مسبقًا مماثلة لتلك التي يتم بثها تقليديًا عبر موجات الراديو. في الواقع ، تسمح بعض محطات الراديو التقليدية بتنزيل برامجها عند الطلب بعد بث البرنامج عبر الراديو بطريقة خطية.

## أنظر أيضا
- خيال تفاعلي